# Heather McLean
Heather McLean (Winnipeg, 4 de enero de 1993) es una deportista canadiense que compite en patinaje de velocidad sobre hielo. Ganó una medalla de plata en el Campeonato Mundial de Patinaje de Velocidad sobre Hielo en Distancia Individual de 2019, en la prueba de velocidad por equipos.

## Palmarés internacional
| Campeonato Mundial en Distancia Individual | Campeonato Mundial en Distancia Individual | Campeonato Mundial en Distancia Individual | Campeonato Mundial en Distancia Individual |
| Año                                        | Lugar                                      | Medalla                                    | Prueba                                     |
| ------------------------------------------ | ------------------------------------------ | ------------------------------------------ | ------------------------------------------ |
| 2019                                       | Inzell (Alemania)                          | Medalla de plata                           | Velocidad por equipos                      |